# Кшечин-Великий
Кшечин-Великий (пол. Krzeczyn Wielki, нім. Groß Krichen) — село в Польщі, у гміні Любін Любінського повіту Нижньосілезького воєводства.
Населення — 762 особи (2011).
У 1975-1998 роках село належало до Легницького воєводства.

## Демографія
Демографічна структура станом на 31 березня 2011 року:
|          | Загалом | Допрацездатний вік | Працездатний вік | Постпрацездатний вік |
| -------- | ------- | ------------------ | ---------------- | -------------------- |
| Чоловіки | 399     | 109                | 261              | 29                   |
| Жінки    | 363     | 87                 | 233              | 43                   |
| Разом    | 762     | 196                | 494              | 72                   |